# Lasionycta discolor
Lasionycta discolor es una especie de mariposa nocturna de la familia Noctuidae. Vive en las Montañas Rocosas de Colorado y en la meseta de Beartooth en Wyoming.
Vuela en la tundra alpina y es tanto diurna como nocturna.
Los adultos vuelan a finales de julio.